# سانت‌آنجلو دل پسکو
سانت‌آنجلو دل پسکو (به ایتالیایی: Sant'Angelo del Pesco) یک کومونه در ایتالیا است که در استان ایسرنیا واقع شده‌است. سانت‌آنجلو دل پسکو ۱۵٫۵ کیلومتر مربع مساحت و ۳۶۹ نفر جمعیت دارد و ۶۵۰ متر بالاتر از سطح دریا واقع شده‌است.

## خواهرخوانده
شهر ایرزینا خواهرخواندهٔ سانت‌آنجلو دل پسکو هست.